# Плоский персик

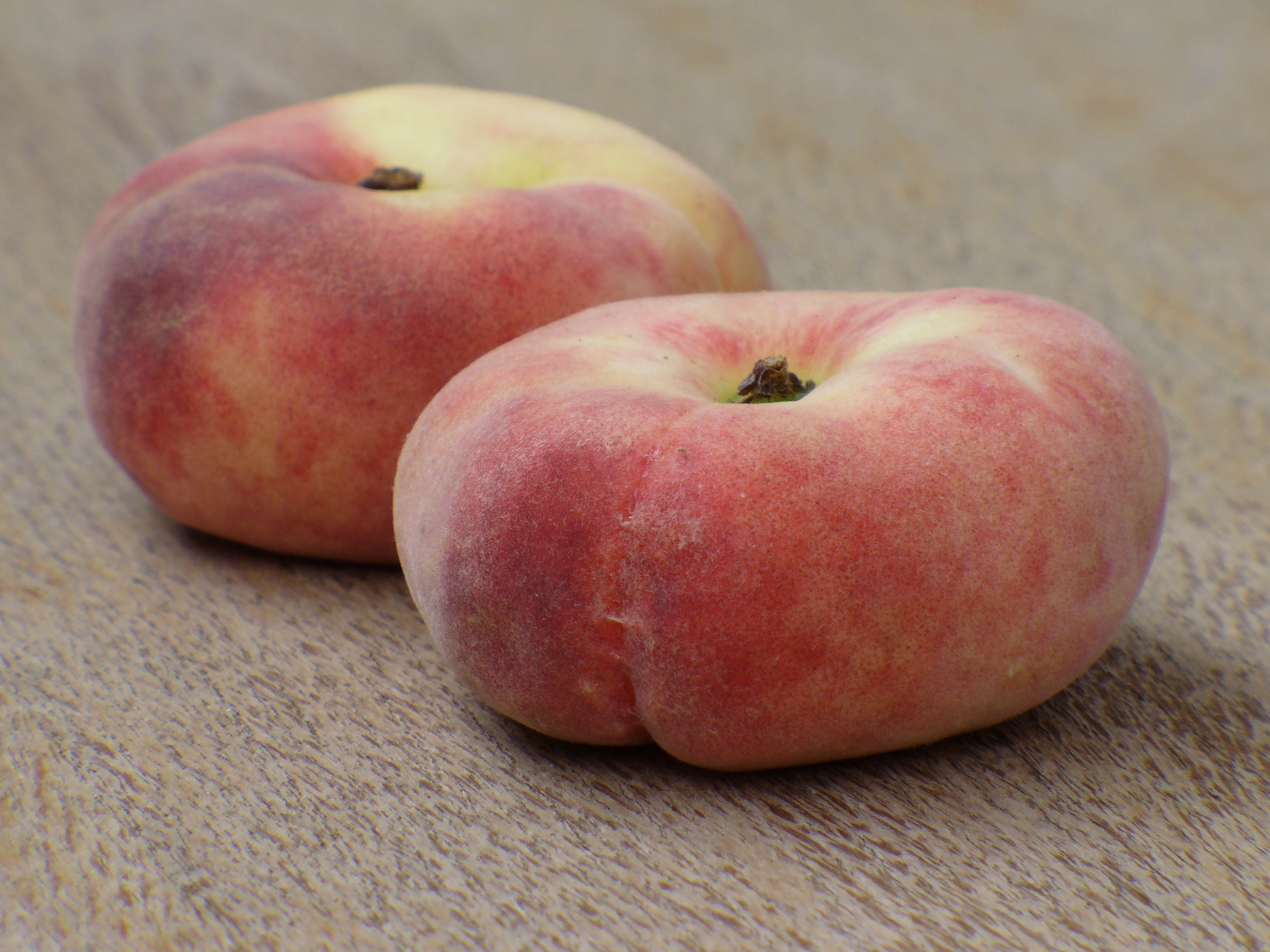
Внешний вид плода

Плоский персик (англ. Flat peach) — сорт персика с бледно-желтыми плодами продолговатой формы.

## Описание
Плоские персики более плоские, чем плоды более популярных сортов. Их кожица желто-красного цвета, и они менее пушистые, чем многие другие персики, внутри такие персики — белые.
Их собирают в конце весны до конца лета.
Персики плоского сорта обычно слаще других персиков, но все же имеют узнаваемый персиковый вкус. Считается, что они имеют более сложный вкус и аромат, часто описываемый как обладающий нотками миндаля.

## Название
Они известны под многими другими названиями, например персик-пончик, парагвайский персик, персик пан тао, китайский плоский персик, шляпный персик, персик с кремом, белый персик, инжирный персик, тыквенный персик, пержир (персик + инжир).

## История
Плоский персик появился в Китае, где он известен как pántáo. Этот фрукт появился в известном романе XVI века «Путешествие на Запад», в котором Нефритовый император поручает Сунь Укуну сторожить сад Пань Тао Юань. Позже Укун съедает большинство редких видов фруктов в саду и приготовленный для небожителей пир (обидевшись, что его самого туда не пригласили), включая эликсир бессмертия, и обретает вечную жизнь.
Плоский персик был завезён в США из Китая в 1871 году.